# Borgomezzavalle
Borgomezzavalle est une commune italienne de 313 habitants située dans la province du Verbano-Cusio-Ossola dans la région du Piémont dans le nord-ouest de l'Italie, qui comprend Seppiana et Viganella, qui ont fusionné en 2016. Le premier syndic a été Alberto Preioni dès 2016, et lorsqu'il a été élu en 2019 dans la région du Piémont, le vice-syndic Stefano Bellotti lui a succédé.  